# Альтфатер, Кэтрин
Кэтрин Альтфатер (англ. Catherine Tharp Altvater; 1907—1984) — американская художница, работавшая маслом и акварелью. Её произведения находятся Музее современного искусства в Нью-Йорке и многих других; является первой женщиной, занимавший официальный пост в Американском обществе акварелистов.

## Биография
Родилась 26 июля 1907 года родилась в Литл-Роке, штат Арканзас.
В 1970 году в Литл-Роке была основателем группы художников Mid-Southern Watercolorists, куда вошли Doris Williamson Mapes, Bruce R. Anderson, Josephine Graham и Edwin C. Brewer.
Большей частью жила в долине реки Гудзон (англ. Hudson River Valley), штат Нью-Йорк, и Лонг-Айленде, Нью-Йорк. В течение десяти лет проживала в местности Скотт, округ Лонок, штат Арканзас. В конце жизни уединилась в городке New Smyrna Beach, штат Флорида, где умерла 9 октября 1984 года.
Дважды была замужем — за Веллингтоном Скоттом (англ. Wellington Scott ) и Фредериком Альтфатером (англ. Fredrick Lang Altvater).

## Труды
В течение 1947—1967 годов Кэтрин Альтфатер завоевала более пятидесяти наград, включая первый приз National Arts Club в Нью-Йорке в 1969 году за акварельную работу. Произведения художницы находятся в Метрополитен-музее, National Academy of Fine Arts, National Arts Club, Audubon Artists Royal Watercolor Society (Лондон), Parrish Museum (Нью-Йорк) и Mexico City Museum of Art. Также её картины включались в передвижные выставки Американского общества акварелистов.